# Blok przewodnictwa przedsionkowo-komorowego

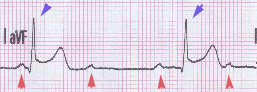
Blok przedsionkowo-komorowy III stopnia. Na czerwono zaznaczono załamki P, na niebiesko zespoły QRS

Blok serca przedsionkowo-komorowy (łac. dissociatio atrioventricularis) – jest to czasowe, napadowe lub stałe zaburzenie przewodzenia bodźców z węzła przedsionkowo-komorowego do roboczego mięśnia komór, przebiegający w 3 stopniach zaawansowania:
- Blok przedsionkowo-komorowy I stopnia polega na przedłużeniu czasu przewodzenia między przedsionkami a roboczym mięśniem komór. Wszystkie pobudzenia powstające w przedsionkach przewodzone są do komór. Blok I stopnia charakteryzuje się w badaniu EKG wydłużeniem odstępu PQ powyżej 0,2 s.
- Blok przedsionkowo-komorowy II stopnia:
  - blok typu Mobitz I (dawniej: Wenckebacha), charakteryzujący się stopniowym, z każdą ewolucją serca, wydłużaniem odstępu PQ, aż do wypadnięcia zespołu QRS (tzw. periodyka Wenckebacha).
  - blok typu Mobitz II (dawniej: Mobitza), polegający na całkowitym wypadnięciu zespołu QRS, pomimo powstałego bodźca przedsionkowego. Charakteryzuje się tym, że po kilku załamkach P następuje brak zespołu QRS. W zależności od stosunku liczby załamków P do liczby zespołów QRS mówimy o typie bloku, najczęściej 3:2, 4:3, 5:4. Jeżeli zespoły QRS nie pojawiają się po przynajmniej dwóch kolejnych załamkach P mówimy o zaawansowanym bloku II stopnia.
  - blok 2:1 – w przypadku sytuacji, gdzie w EKG widoczne są dwa załamki P na każdy zespół QRS nie jest możliwe wyróżnienie typu bloku wyłącznie na podstawie załamków P.

- Blok przedsionkowo-komorowy III stopnia polega na zupełnie nieskoordynowanej pracy przedsionków i komór, czemu towarzyszy niezależne występowanie, odpowiadającym im w badaniu EKG, załamków P i zespołów QRS. Częstotliwość rytmu komór jest wolniejsza niż przedsionków.

## Etiologia
- blok wrodzony (np. zespół Holt-Orama)
- niedokrwienie mięśnia sercowego
- kardiomiopatie
- zmiany zwyrodnieniowe układu przewodzącego (choroba Lenègre'a, choroba Leva)[1]
- uszkodzenia pozabiegowe, ablacja łącza przedsionkowo-komorowego[1]
- guzy serca
- leki (β-blokery, werapamil, diltiazem, glikozydy naparstnicy, leki antyarytmiczne klasy I, amiodaron)[1]
- hiperkaliemia
- choroby układowe (sarkoidoza[1], kolagenozy)
- niedoczynność tarczycy[1]
- borelioza[2]
- zaburzenia układu wegetatywnego (sportowcy, niekiedy u zdrowych osób w trakcie snu)

## Leczenie
- przewlekły blok I stopnia oraz blok II stopnia typu Mobitz I najczęściej nie wymagają postępowania leczniczego, a jedynie okresowej kontroli. Należy dążyć do odstawienia leków zwalniających przewodzenie przedsionkowo-komorowe, zwłaszcza gdy odstęp PQ wynosi > 0,24-0,26 s[3].
- u chorych z blokiem II stopnia typu Mobitz II oraz blokiem III stopnia zwykle istnieją wskazania do wszczepienia stymulatora serca, głównie ze względu na niebezpieczeństwo wystąpienia groźnych zaburzeń rytmu (np. torsade de pointes) oraz objawowej bradykardii (tzw. napady MAS).

## Klasyfikacja ICD10
| kod ICD10     | nazwa choroby                                   |
| ------------- | ----------------------------------------------- |
| ICD-10: I44.0 | Blok przedsionkowo-komorowy I°                  |
| ICD-10: I44.1 | Blok przedsionkowo-komorowy II°                 |
| ICD-10: I44.2 | Blok przedsionkowo-komorowy III°                |
| ICD-10: I44.3 | Inny i nieokreślony blok przedsionkowo-komorowy |